# Джандонато, Мануэль
Мануэ́ль Джандона́то (итал. Manuel Giandonato; 10 октября 1991, Казоли) — итальянский футболист, полузащитник. Выступал в молодёжной сборной Италии.

## Карьера

### Клубная
Джандонато попал в «Ювентус» в 2005 году и прошёл в клубе все уровни молодёжного сектора. В 2009 году он попал в примаверу (до 20 лет) туринского клуба. После почти 5 лет проведённых в клубе, в начале сезона 2009/10 Мануэль был привлечён к тренировкам с основным составом «Ювентуса». Джандонато дебютировал в Серии А в матче против «Ливорно», заменив на 83 минуте легенду клуба Алессандро Дель Пьеро. Несмотря на привлечение к матчам основы, Мануэль продолжал играть и за примаверу клуба, и помог команде выиграть, второй раз подряд, престижный турнир среди молодёжных команд — Кубок Вияреджо.
19 декабря 2010 года, в матче против «Кьево» Джандонато впервые вышел в основе «Ювентуса», но дебют вышел не совсем удачным. На 52 минуте Мануэль был удалён с поля за фол последней надежды.
31 августа 2011 года было объявлено о переходе Джандонато в «Лечче» на правах годичной аренды.

### В сборной
Джандонато представлял Италию на международном уровне с 2006 года, когда он начал привлекаться к матчам сборной Италии до 16 лет. В последующие годы он, играл и за сборные до 17, до 18 и до 20 лет. 17 ноября 2010 года он дебютировал за молодёжную сборную Италии в товарищеском матче против Турции.